# Dekalog, Sechs
Dekalog, Sechs ist ein polnischer Fernsehfilm aus dem Jahr 1990. Als der sechste Teil der Dekalog-Reihe des Regisseurs Krzysztof Kieślowski behandelt der Film das sechste Gebot Du sollst nicht ehebrechen.
Der Film kam unter dem Titel Ein kurzer Film über die Liebe auch als längere Kinofassung heraus.

## Inhalt
Tomek ist neunzehn und hat vorübergehend das Zimmer seines besten und einzigen Freundes bezogen und damit nicht nur die liebevolle Fürsorge von dessen Mutter übernommen, sondern auch die heimliche Leidenschaft des Freundes: Mit einem alten Fernglas die Frau aus dem Wohnblock gegenüber zu beobachten. Am Anfang ist es für ihn purer Voyeurismus und Neugierde. Später beginnt er Magda, eine Frau, die fast doppelt so alt ist wie er, zu lieben.
Er besorgt sich durch einen Einbruch ein professionelles Teleskop. Magda weiß von all dem nichts. Sie lebt ihren Alltag, dessen Abwechslung darin besteht, mit verschiedenen Männern an unterschiedlichen Abenden Affären zu pflegen, da der Verlauf ihres bisherigen Lebens sie davon überzeugt hat, dass es keine Liebe unter den Menschen geben kann. Um Magda zu treffen, steckt Tomek ihr falsche Benachrichtigungen in den Briefkasten, aufgrund derer sie eine angebliche Überweisung von der Post abholen muss, in der er am Schalter sitzt. Er beginnt zusätzlich als Milchmann zu arbeiten, steht früh um fünf Uhr auf, um ihr die Milch vor die Tür zu stellen. Dabei arbeitet er mit einigen Tricks, denn die Sehnsucht, ihr zu begegnen, ist größer als jegliche Vernunft und Müdigkeit.
Als er Magda eines Abends verzweifelt sieht, muss er sie am nächsten Tag unbedingt treffen und bestellt sie erneut mit Hilfe einer gefälschten Benachrichtigung auf die Post. Dadurch eskaliert die Situation und es kommt zum Wendepunkt. Tomek gesteht Magda seine heimliche Leidenschaft, sie reagiert entsetzt und fühlt sich gedemütigt. Dennoch kommt es zu einer Verabredung in einem Café. Anschließend gehen sie zu Magda in die Wohnung. Diese erotische Situation ist jedoch zu viel für Tomek. Von der Gleichgültigkeit Magdas emotional tief verletzt, stürzt Tomek nach Hause und schneidet sich die Pulsadern auf.
Magda besucht kurz nach seinem Suizidversuch die Wohnung Tomeks, lernt die Mutter seines Freundes kennen und sieht sein Zimmer mit dem Teleskop. Magda schaut daraufhin mehrmals mit einem Fernglas von ihrer Wohnung zu Tomeks Zimmer hinüber, um zu sehen, ob er denn schon aus dem Krankenhaus entlassen worden ist. Sie begreift nach und nach, dass Tomeks Liebe zu ihr echt war.
Als Tomek wieder arbeitet, betritt Magda das Postamt. Doch er sagt nur: „Ich beobachte Sie nicht mehr.“

## Kritik
„Eine Erforschung unserer Vorstellungen von Liebe, Sexualität, Treue und Keuschheit, wobei der Film durch die gleichzeitige Bestätigung und Verneinung der Möglichkeit einer uneigennützigen Liebe provoziert. Zweifellos setzt dieser Teil Absicht und Perspektive des gesamten Zyklus am besten um: der Blick auf eine fremde Person, die Überwindung der Distanz, die Annäherung über ein Verstehen des Gegenübers. Beispielhaft auch die konzentrierte Kameraführung und die subtile Farbdramaturgie.“